# Matt Mazza
Matthew Anthony Mazza, detto Matt (Niagara Falls, 23 settembre 1923 – Lewiston, 11 giugno 2003), è stato un cestista e allenatore di pallacanestro statunitense, professionista nella NBA.

## Carriera
Dopo aver giocato a livello scolastico nella Trott Vocational High School, va a frequentare la Michigan State University, nella cui squadra gioca per quattro anni. In seguito gioca per una stagione con gli Sheboygan Red Skins nella NBA, con i quali scende in campo in 26 occasioni con 3,8 punti ed 1,0 assist di media a partita.